# Farincourt
Farincourt ist eine französische Gemeinde mit 35 Einwohnern (Stand: 1. Januar 2022) im Département Haute-Marne in der Region Grand Est (bis 2015 Champagne-Ardenne). Sie gehört zum Arrondissement Langres und zum Gemeindeverband Communauté de communes des Savoir-Faire. Die Bewohner werden Farincourtois und Farincourtoises genannt.

## Geografie
Die Gemeinde Farincourt liegt im Südosten des Plateaus von Langres, etwa 35 Kilometer südöstlich von Langres und 40 Kilometer westnordwestlich von Vesoul. Im Westen der 5,08 km² umfassenden Gemeinde wird im Waldgebiet des Bois de Farincourt mit 360 m der höchste Punkt erreicht. Eine Besonderheit bietet der Fluss Rigotte, der aus Norden kommend knapp unterhalb des Dorfes Farincourt im kalkhaltigen Boden verschwindet (Perte de la Rigotte). Das Wasser zwängt sich durch ein ausgedehntes Karsthöhlensystem und kommt erst sechs Kilometer weiter südlich in Fouvent-le-Bas zutage (Résurgence). Von dort aus gelangt das Wasser in den Vannon im Einzugsgebiet der Saône. Die Gemeinde Farincourt grenzt im Osten und Süden an das Département Haute-Saône. Umgeben wird Farincourt von den Nachbargemeinden Voncourt im Norden, Bourguignon-lès-Morey im Osten, Fouvent-Saint-Andoche im Süden sowie Valleroy im Westen.

## Bevölkerungsentwicklung
| Jahr      | 1962 | 1968 | 1975 | 1982 | 1990 | 1999 | 2006 | 2014 | 2021 |
| Einwohner | 102  | 151  | 111  | 89   | 68   | 51   | 55   | 42   | 35   |

Im Jahr 1866 wurde mit 357 Bewohnern die bisher höchste Einwohnerzahl ermittelt. Die Zahlen basieren auf den Daten von cassini.ehess und INSEE.

## Sehenswürdigkeiten
- Kirche Saint-Mathieu
- Ehemalige Eisengießerei (ein erster Hochofen wurde 1671 in Betrieb genommen, Schließung 1981)
- Perte de la Rigotte, Flussversickerung[3]
- Croix de la Corne de l’Étang, Croix de Valleroy und weitere zwei Flurkreuze
- Höhle Trou des Andouzoirs

Kirche Saint-Mathieu
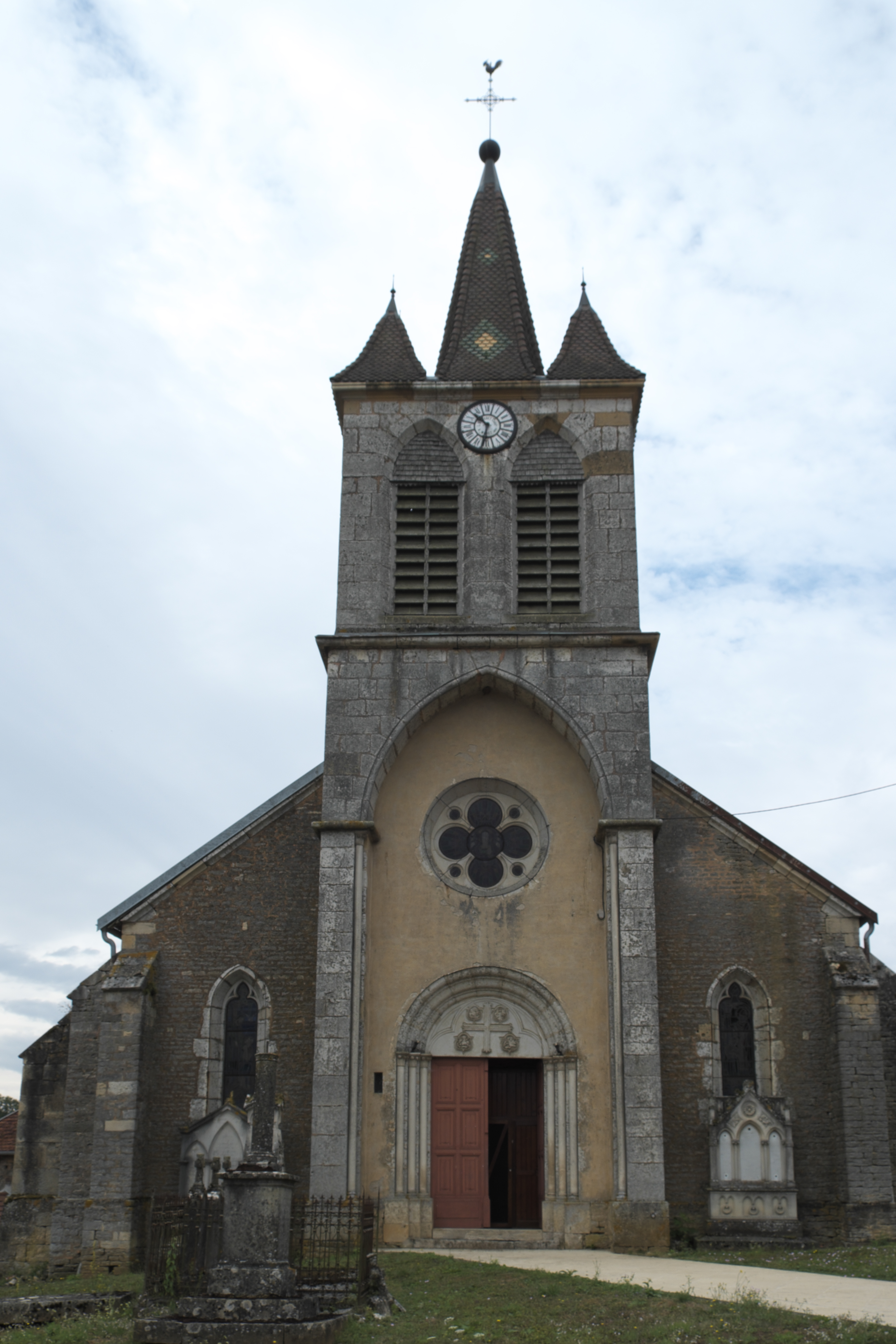
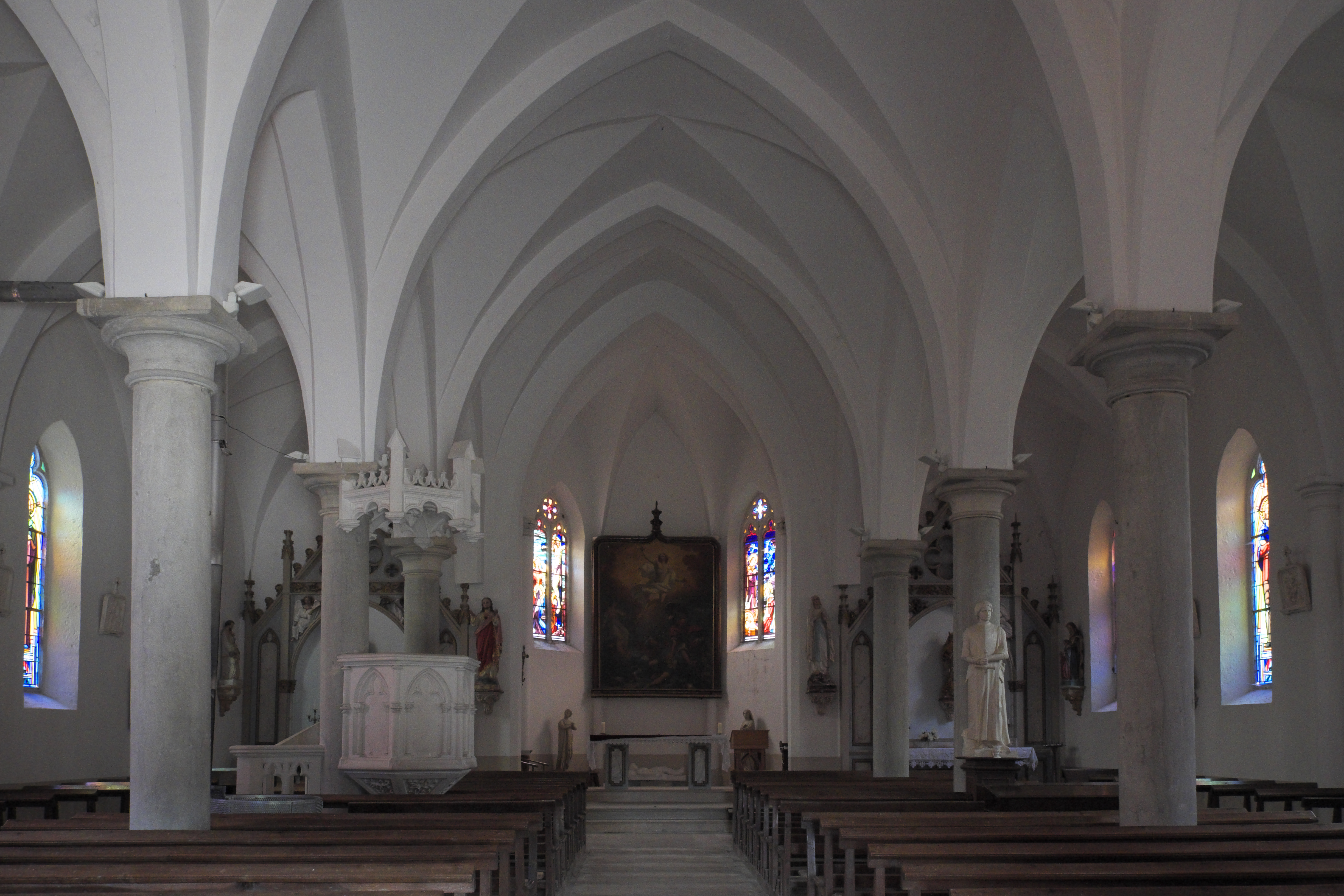
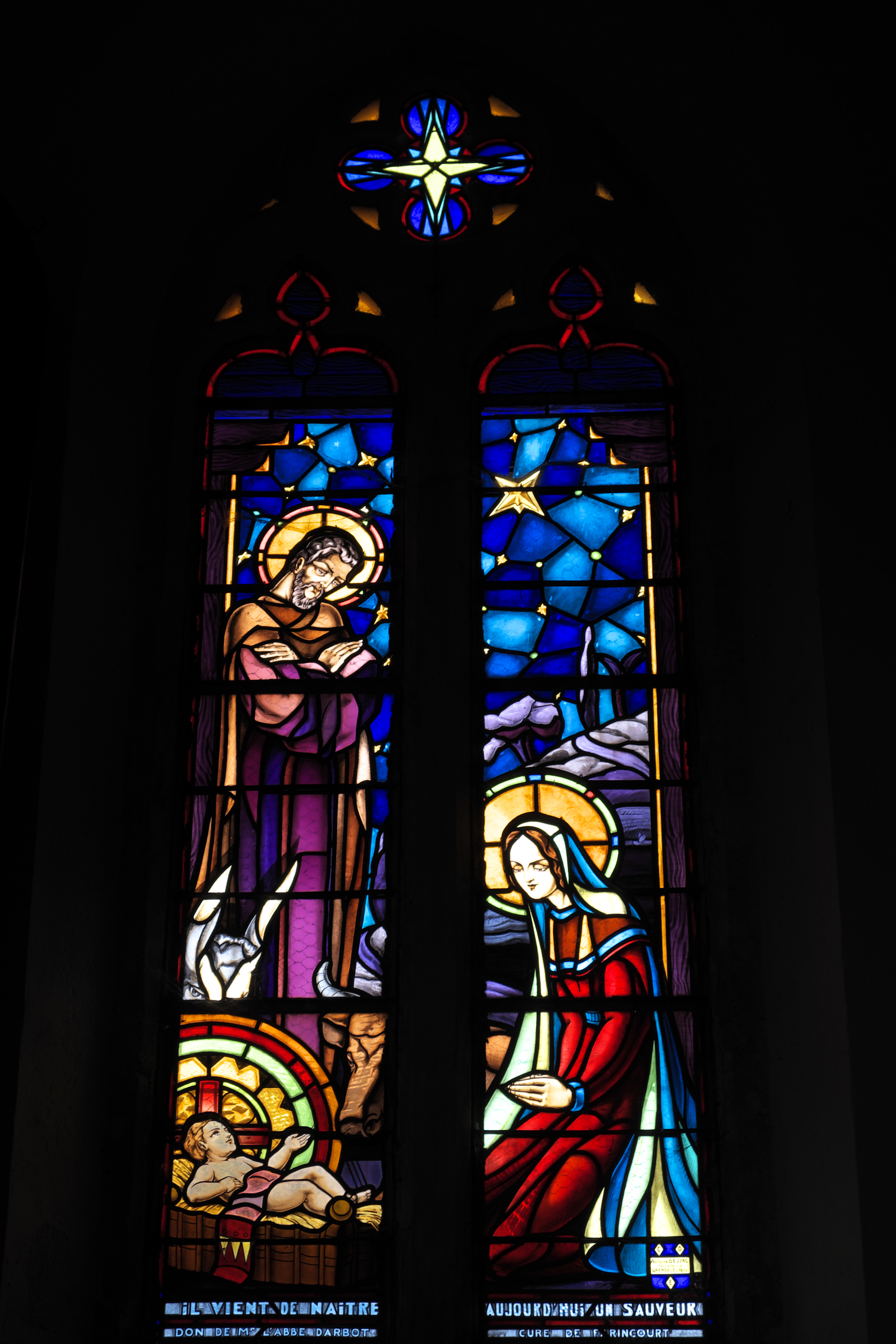

## Wirtschaft und Infrastruktur
Farincourt war lange Zeit ein vorwiegend durch die Landwirtschaft (Ackerbau und Viehzucht) und die Forstwirtschaft geprägtes Dorf. In der Gemeinde bestand bis 1981 eine Eisengießerei für die Produktion von Öfen und Herden. Bereits 1671 war ein erster Hochofen in Betrieb. Heute gibt es einige Betriebe des lokalen Kleingewerbes sowie zwei Landwirtschaftsbetriebe (Getreideanbau, Viehzucht). Einige Erwerbstätige sind Pendler, die in den größeren Ortschaften der Umgebung ihrer Arbeit nachgehen.
Die Ortschaft liegt abseits der größeren Durchgangsachsen. Zehn Kilometer nördlich von Farincourt verläuft die Route nationale 19 von Langres nach Vesoul. Nahe Langres bestehen Anschlüsse an die Autoroute A 31.

## Belege
1. ↑  Farincourt auf cassini.ehess
2. ↑  Farincourt auf INSEE
3. ↑  Rigotte-Versickerung (französisch)
4. ↑  Landwirtschaftsbetriebe auf annuaire-mairie.fr (französisch)